# Équipe de Tunisie de football en 2018
L'équipe de Tunisie de football participe en 2018 à la coupe du monde en Russie et aux éliminatoires de la coupe d’Afrique des nations 2019.

## Matchs
| Date             | Stade                                      | Adversaire | Score | Comp   | Buteurs tunisiens           |
| ---------------- | ------------------------------------------ | ---------- | ----- | ------ | --------------------------- |
| 23 mars 2018     | Stade olympique de Radès Radès, Tunisie    | Iran       | 1-0   | Amical | Mohammadi 71e (csc)         |
| 27 mars 2018     | Allianz Riviera Nice, France               | Costa Rica | 1-0   | Amical | Khazri 36e                  |
| 28 mai 2018      | Stade municipal de Braga Braga, Portugal   | Portugal   | 2-2   | Amical | Badri 39e, Ben Youssef 64e  |
| 9 juin 2018      | Stade FK Krasnodar Krasnodar, Russie       | Espagne    | 0-1   | Amical | -                           |
| 18 juin 2018     | Volgograd Arena Volgograd, Russie          | Angleterre | 1-2   | CDM    | Sassi 34e (P)               |
| 23 juin 2018     | Otkrytie Arena Moscou, Russie              | Belgique   | 2-5   | CDM    | Bronn 18e, Khazri 90+3e     |
| 28 juin 2018     | Mordovia Arena Saransk, Russie             | Panama     | 2-1   | CDM    | Ben Youssef 51e, Khazri 66e |
| 9 septembre 2018 | Mavuso Sports Centre Manzini, Eswatini     | Eswatini   | 2-0   | QCAN   | Khenissi 17e, Sliti 37e     |
| 13 octobre 2018  | Stade olympique de Radès Radès, Tunisie    | Niger      | 1-0   | QCAN   | Meriah 17e                  |
| 16 octobre 2018  | Stade Général-Seyni-Kountché Niamey, Niger | Niger      | 2-0   | QCAN   | Chaouat 28e 32e             |
| 16 novembre 2018 | Stade Borg Al Arab Alexandrie, Égypte      | Égypte     | 2-3   | QCAN   | Sliti 13e 72e               |
| 20 novembre 2018 | Stade olympique de Radès Radès, Tunisie    | Maroc      | 0-1   | Amical | -                           |

## Effectif

### Appelés récemment
Les joueurs suivants ne font pas partie du dernier groupe appelé mais ont été retenus en équipe nationale au cours de l'année 2018.
| Pos. | Nom               | Date de naissance | Sél. | Buts | Club               | Dernier match              |
| ---- | ----------------- | ----------------- | ---- | ---- | ------------------ | -------------------------- |
| DF   | Ali Maaloul       | 1er janvier 1990  | 52   | 0    | Al Ahly            | Eswatini, 9 septembre 2018 |
| AT   | Wahbi Khazri      | 8 février 1991    | 40   | 14   | AS Saint-Étienne   | Eswatini, 9 septembre 2018 |
| AT   | Issam Jebali      | 25 décembre 1991  | 1    | 0    | Rosenborg BK       | Eswatini, 9 septembre 2018 |
| GK   | Aymen Mathlouthi  | 14 septembre 1988 | 72   | 0    | Club africain      | Panama, 28 juin 2018       |
| ML   | Ghailene Chaalali | 28 février 1994   | 9    | 1    | Espérance de Tunis | Panama, 28 juin 2018       |
| ML   | Ferjani Sassi     | 18 mars 1992      | 43   | 4    | Zamalek SC         | Panama, 28 juin 2018       |
| DF   | Yohan Benalouane  | 28 mars 1987      | 5    | 0    | Leicester City     | Belgique, 23 juin 2018     |
| GK   | Mouez Hassen      | 5 mars 1995       | 4    | 0    | OGC Nice           | Angleterre, 18 juin 2018   |
| AT   | Saber Khalifa     | 14 octobre 1986   | 46   | 7    | Koweït SC          | Angleterre, 18 juin 2018   |
| AT   | Ahmed Akaichi     | 23 février 1989   | 30   | 9    | Étoile du Sahel    | Portugal, 28 mai 2018      |
| ML   | Ghazi Ayadi       | 19 juillet 1996   | 1    | 0    | Club africain      | Costa Rica, 27 mars 2018   |

## Classement FIFA
Le tableau ci-dessous présente les coefficients mensuels de l'équipe de Tunisie publiés par la FIFA durant l'année 2018.
| Mois | janv. | fév. | mars | avril | mai | juin | juillet | août | sept. | oct. | nov. | déc. |
| Rang | 23    | 23   | 23   | 14    | 14  | 21   | 21      | 24   | -     | -    | -    | -    |

Le tableau ci-dessous présente les coefficients mensuels de l'équipe de la Tunisie dans la CAF publiés par la FIFA durant l'année 2018.
| Mois | janv. | fév. | mars | avril | mai | juin | juillet | août | sept. | oct. | nov. | déc. |
| Rang | 1     | 1    | 1    | 1     | 1   | 1    | 1       | 1    | -     | -    | -    | -    |